# Daoukro
Daoukro är en ort i Elfenbenskusten. Den ligger i distriktet Lacs, i den östra delen av landet, 150 km öster om huvudstaden Yamoussoukro. Folkmängden uppgår till cirka 45 000 invånare.